# Josep Ramoneda i Molins
Josep Ramoneda i Molins (Cervera, Segarra, 1949) és un periodista, filòsof i escriptor en català i castellà. Col·laborador d'El País, El Diari Ara i de la Cadena Ser. Ha estat director del Centre de Cultura Contemporània de Barcelona (CCCB) entre els anys 1989 i 2011. President de l'Institut de la Recherche et de l'Innovation (IRI) de París des de 2009. Ha publicat nombrosos llibres, entre els quals destaquen Apologia del present. Assaigs de fi de segle (Edicions 62, 1989), Después de la pasión política (Taurus, 1999), Contra la indiferencia. Apología de la Ilustración (Galaxia Gutenberg, 2010) i La izquierda necesaria (RBA Libros, 2012). És l'actual President del Grup 62 i dirigeix la revista de pensament La Maleta de Portbou, i l'Escola Europea d'Humanitats.

## Biografia
Llicenciat en filosofia per la Universitat Autònoma de Barcelona. Va ser professor de filosofia contemporània d'aquesta mateixa universitat entre 1975 i 1990 i membre significatiu del Col·legi de Filosofia barcelonès, que modernitzà el pensament filosòfic català durant la transició democràtica espanyola. Ha prologat en català llibres de Michel Foucault, Locke, Montesquieu i Nietzsche a la “Col·lecció Textos filosòfics”, que dirigí conjuntament amb Pere Lluís i Font.
La seva trajectòria correspon quasi paradigmàticament a la d'un membre típic de la generació del Maig del 68. En el tardofranquisme milità a l'Organització Comunista d'Espanya (Bandera Roja) i escriví al diari Tele/eXpres, com a corresponsal a París fent tàndem amb Josep Martí Gómez i en filosofia va ser un dels introductors del nietzscheanisme francès i de l'estructuralisme marxista. Incorporat al PSUC amb Jordi Solé Tura va escriure un llibre-entrevista apologètic sobre el secretari general d'aquest partit, Gregorio López Raimundo: “Gregori López Raimundo, lluita per un demà més lliure” (1976). Posteriorment passà al PSC on ha format part de la branca més espanyolista d'aquest partit i ha tingut gran influència en l'administració municipal de Barcelona.
Coordinà en l'immediat postfranquisme la vinguda a Barcelona de Louis Althusser, a qui entrevistà al llibre Veintiún hijos de su padre (1977) i va escriure el pròleg a una controvertida tesi de Lluís Crespo: Sobre la filosofía y su no-lugar en el marxismo (1974), exponent del marxisme més dogmàtic.
El seu primers llibres El sentit íntim; crítica del sentit comú (1982) Mitològiques: crònica de les escissions socials contemporànies (1984), amb pròleg del poeta Marià Manent i Apologia del present: assaigs de fi de segle (1989), enllacen amb els temes més clàssics de Joaquim Xirau i de l'Escola de filosofia de Barcelona (emotivisme, sensualisme, esteticisme…) i amb l'estètica de Xavier Rubert de Ventós. El sentit íntim ha estat un tema clàssic en la filosofia catalana des que Josep Maria Capdevila el recollí de Maine de Biran. Des del punt de vista polític, Ramoneda ha estat sempre adversari del nacionalisme i fidel a les idees expressades per Eugenio Trías Sagnier a La Catalunya ciutat (1984), que fou el llibre guia de la generació dels Jocs Olímpics d'Estiu de 1992, en un sentit postnoucentista.

### CCCB
A finals de la dècada dels 1980 des de l'Ajuntament i la Diputació de Barcelona es va decidir posar en comú l'espai de l'antiga Casa de la Caritat, hospici sense ús des del 1958 i que s'havia convertit en una espècie de magatzem. Ramoneda va rebre l'encàrrec de dirigir el nou centre cultural el 1989, i el 1994 s'inaugurava el que seria el Centre de Cultura Contemporània de Barcelona.
El novembre del 2009 va fer donació de la seva biblioteca particular a la Universitat Pompeu Fabra. La col·lecció està formada per gairebé 8.000 volums. Versa principalment sobre filosofía, assaig, ciències socials i literatura. Aproximadament un 50% dels volums están escrits en llengües estrangeres, sobretot en francés. La majoria dels llibres han estat publicats durant el període que va de finals del segle xix fins a l'actualitat. Té un gran valor per a la docència, l'estudi i la recerca; així com per fer-se una idea dels interessos de l'autor, atès que els llibres romanen degudament identificats.
Després de més de 20 anys dirigint el projecte del CCCB, des de la seva formació, el 16 de novembre de 2011 es va comunicar a Josep Ramoneda que el seu contracte com a director del centre no seria renovat el 2012. Els treballadors del centre van demanar un concurs públic per la successió al càrrec, concurs que no es va dur a terme. Després de temptejar-se diversos noms, entre els quals destaquen Francesc-Marc Álvaro, Àngel Castiñeira o fins i tot Joan Manuel Tresserras, el dia 19 de desembre la Diputació de Barcelona va fer un comunicat on anunciava que el nou director de la institució seria Marçal Sintes, proper a l'entorn de la Fundació Catalanista i Demòcrata.
Els treballadors del centre van preparar un acte de comiat, on el director sortint va dir que «Les polítiques culturals en general i les conservadores, en particular, tendeixen a prioritzar el patrimoni sense tenir cura de la creació i el pensament». A l'acte van assistir diversos polítics, entre els quals destaquen Joan Rigol, Joan Manuel Tresserras, Jordi Hereu o el mateix Ferran Mascarell. També van assistir a l'acte personalitats del món de la cultura com Xavier Rubert de Ventós, Oriol Bohigas, Jorge Herralde, Jaume Vallcorba, Xavier Folch, Monika Zgustova, Joan Francesc Marco, Josep Serra i Rosa Maria Malet, entre molts d'altres.

### Grup 62
Posteriorment a la seva etapa com a director del CCCB, Ramoneda es va centrar de nou en la seva tasca de filòsof i periodista, col·laborant amb diversos mitjans escrits, entre els quals destaca l'Ara o El País. També va publicar alguns assajos polítics. El febrer de 2014 es va fer públic que Ramoneda assumia la presidència del consell d'administració del Grup 62, en substitució de Josep Maria Castellet, mort el 9 de gener de 2014. Ramoneda ja estava vinculat al Grup des del 1990 i en aquell moment ja formava part del consell d'administració de la institució, com a membre.

## Publicacions
Alguns dels seus llibres destacats són:
- 2011 — Contra la indiferencia[15]
- 2010 — Atopia. Art i ciutat al segle XX, catàleg de l'exposició al CCCB, amb Ivan de la Nuez, comissaris. Barcelona: DIBA. (en català, castellà i anglès).
- 2006 — epíleg a Les fronteres del diàleg, de Claudio Magris. Barcelona: Arcàdia
- 2003 — Els reptes de la democràcia
- 1999 — Después de la passión política. Madrid: Taurus
- 1989 — Apologia del present: assaigs de fi de segle
- 1984 — Mitològiques: crònica de les escissions socials contemporànies
- 1982 — El sentit íntim; crítica del sentit comú, amb pròleg del poeta Marià Manent

## Premis i reconeixements
El 2013 la Facultat de Comunicació i el Grup d'Investigació d'Història de la Universitat Autònoma de Barcelona li va atorgar el premi Ploma d'Or.